# Rómulo González Trujillo
Rómulo González Trujillo (Garzón, 1938-Bogotá, 14 de abril de 2021) fue un abogado y jurista colombiano.

## Biografía
Nació en Garzón, Huila. Estudió derecho en la Universidad del Rosario y realizó su maestría en derecho constitucional y internacional en la misma institución. En 1963 se inicia su trayectoria como gobernador del Huila hasta 1964. En 1970 se desempeñó como superintendente de sociedades, entre sus logros se promovió la creación y expedición del Código de Comercio, pieza fundamental en la actividad mercantil.
Entre 1980-1994 se ocupó como Senador de la República. Ostentó como miembro del Consejo de la Judicatura de Colombia. Entre 1999 al 2002 se desempeñó como Ministro de Justicia bajo en el gobierno de Andrés Pastrana. En 2009 recibió de manos de Álvaro Uribe Vélez la Orden Nacional al Mérito en el Grado de Gran Cruz. El 14 de abril de 2021 falleció a causa de infarto de miocardio en Bogotá.